# Rede trófica

Uma rede trófica aquática de água doce e terrestre.

Rede ou teia trófica é a interligação natural de cadeias alimentares e, geralmente, uma representação gráfica das relações predatórias em uma comunidade ecológica. Os ecologistas em geral, podem agrupar todas as formas de vida em uma das duas categorias chamadas níveis tróficos: 1) a autotróficos e 2) o heterotróficos. Para manter seus corpos, crescer, desenvolver e reproduzir, os autótrofos produzem matéria orgânica a partir de substâncias inorgânicas, como minerais e gases, como o dióxido de carbono. Estas reações químicas necessitam de energia, que vem principalmente do Sol e, em grande parte por meio da fotossíntese, embora uma pequena quantidade venha de fontes hidrotermais e fontes termais.
Existe um gradiente entre os níveis tróficos correndo de autótrofos completos, que obtêm sua única fonte de carbono da atmosfera, aos mixotrópicos (tais como plantas carnívoras), que são organismos autotróficos que obtêm parcialmente matéria orgânica a partir de outras fontes que não a atmosfera, até os heterotróficos completos, que se alimentam para obter matéria orgânica. As ligações em uma rede trófica ilustram as vias de alimentação, tais como onde heterotróficos obtêm matéria orgânica se alimentando de autótrofos e outros heterotróficos. A teia alimentar é uma ilustração simplificada dos vários métodos de alimentação que ligam um ecossistema em um sistema unificado. Existem diferentes tipos de relações de alimentação que podem ser divididas em herbívoros, carnívoros, detritívoros e parasitas. Algumas das matérias orgânicas consumidas por heterotróficos, tais como açúcares, fornecem energia. Os autótrofos e os heterótrofos existem em todos os tamanhos, de seres microscópicos a seres com muitas toneladas, como de cianobactérias a sequoias-gigantes.

### O que são?
Teias tróficas são representações das diversas relações alimentares (ou cadeias alimentares) entre organismos de uma comunidade. Trata-se de esquemas visuais, seja uma matriz de interações ou um grafo, que apresentam relações consumidor-recurso e ilustram o fluxo de energia e matéria dentro de uma comunidade biológica.
Mesmo as mais simples comunidades biológicas possuem um alto grau de complexidade e de número de espécies. Por esta razão, a fim de melhor caracterizar as comunidades, diferentes espécies são classificadas em relação a sua posição na cadeia alimentar: os níveis tróficos.
As teias tróficas possuem, ainda, outros atributos essenciais para sua caracterização. O número de espécies (chamado de riqueza de espécies) dentro de uma teia trófica irá definir seu tamanho enquanto a capacidade da comunidade de resistir a quaisquer distúrbios externos é definido como estabilidade. Algumas espécies, denominadas espécies-chave, são essenciais para a manutenção desta estabilidade – sua retirada levaria o ecossistema ao colapso. Além dos efeitos diretos na relação consumidor-recurso, a estruturação de teias tróficas pode nos fornecer informações importantes sobre os efeitos indiretos que a retirada ou superpopulação de uma espécie causaria no sistema como um todo.
Em suma, teias tróficas buscam ilustrar a estrutura alimentar em um ecossistema. De maneira análoga à biologia celular, em que a estrutura determina a função, a estrutura das relações alimentares de uma comunidade está diretamente atrelada às funções do ecossistema ao qual pertence.

### Fluxo de energia
O fluxo de energia em um ecossistema é vinculado com vários fatores como, a quantidade de níveis tróficos, a relação entre detritívoros e herbívoros, valores de equilíbrio de biomassa entre outros. Devido a isso, a quantidade de energia que chega aos diferentes níveis tróficos depende tanto da produção primária líquida (PPL) - acúmulo líquido de carbono - quanto da eficiência das transferências energéticas entre esses níveis. Assim, nem toda energia produzida é assimilada, a cada passo adicional na cadeia uma porção da energia é perdida. As plantas podem perder energia através de calor pela respiração, os consumidores podem perder recursos energéticos de componentes alimentares não digeríveis, como celulose, lignina, penas, exoesqueletos etc. Esses compostos podem ser regurgitados ou defecados e são denominados como energia egestada; o que é digerido e absorvido constitui a energia assimilada, e o que é perdido como necessidade metabólica (no caso da respiração das plantas) é chamado energia respirada e, por fim, a excreção que está relacionada com o excesso de nitrogênio no organismo é denominada a energia excretada. 
O percentual da transferência de energia, portanto, está relacionado com a eficiência ecológica ou com a eficiência da cadeia alimentar, o balanço da energia de determinados ecossistemas ocorre a partir do equilíbrio entre as saídas e entradas, assim como, a eficiência de um ecossistema é determinante na proporção de energia que é assimilada pelas plantas e que segue para os níveis tróficos mais altos. A taxa de transferência de energia, ou melhor, o tempo de residência tratam da razão entre a quantidade de energia que é armazenada nos tecidos dos indivíduos e a taxa de conversão dessa energia em biomassa ou produtividade líquida. Desta forma, a produtividade líquida é o balanço entre a produção e perda de carbono, e uma PPL positiva é relacionada à um ecossistema que é sumidouro de CO2.

### Níveis tróficos
Trófico vem do grego para alimento, nutrição. Níveis tróficos se referem, portanto, à maneira como os indivíduos adquirem energia para a manutenção de suas funções vitais. Todas as formas de vida podem ser definidas, a grosso modo, entre autótrofos e heterótrofos.
Autótrofos são organismos capazes de produzir matéria orgânica (biomassa) a partir de moléculas inorgânicas e uma fonte de energia. Os mais conhecido são as plantas, que produzem biomassa  a partir de CO2 e luz solar através do processo denominado fotossíntese. Por esta razão são, junto de cianobactérias e algas, seres fotoautotróficos. Existem também os seres quimiotróficos, que produzem biomassa a partir da quimiossíntese. Por se tratarem de organismos produtores, ocupam o nível trófico basal ou primeiro nível trófico.
Todos os organismos que necessitam se alimentar diretamente de matéria orgânica, seja ela viva ou morta, são denominados heterótrofos. Podem ser herbívoros, carnívoros, parasitos, fungos, bactérias etc. Caso se alimentem de matéria orgânica viva, são chamados de consumidores. A posição destes nos níveis tróficos se dará a partir da sequência de “passos” a partir dos produtores. Nesta ordem, o segundo será ocupado pelos consumidores primários, que se alimentam diretamente de produtores. O terceiro nível trófico terá os consumidores secundários, que se alimentam dos consumidores primários e assim por diante. Por fim, temos os organismos detritívoros, os decompositores, que se alimentam de matéria orgânica morta de quaisquer níveis tróficos mencionados acima.
É importante ressaltar que a classificação em níveis tróficos se dá por função e não por espécie. Isso significa que uma espécie que consuma tanto produtores como consumidores primários, por exemplo, irá ocupar o segundo e terceiro nível trófico. Neste caso, essa espécie é classificada como onívora.

### Complexidade e Estabilidade
A complexidade de uma teia trófica é medida pelo número de ligações alimentares e de níveis tróficos presentes nela, além da conectância entre essas ligações. Conectância pode ser definida como a razão entre o número de ligações observadas e o número de ligações existentes dentro de um sistema. Dessa maneira, temos que a complexidade de uma teia trófica aumenta conforme a riqueza de espécies (número de espécies) que nela coexistem.
Estabilidade, em contrapartida, é o resultado da interação entre resiliência e resistência de um sistema. Por resiliência têm-se a capacidade de dada comunidade em retornar ao equilíbrio após um distúrbio. Exemplo: da população de um consumidor se recompor depois de um período escasso de recurso. Por resistência têm-se a capacidade de dada comunidade em permanecer em equilíbrio no decorrer de um distúrbio. Exemplo: da população de um consumidor não apresentar diminuição significativa frente à escassez de um recurso. Em suma, estabilidade se trata da capacidade de dada comunidade permanecer em equilíbrio ao longo do tempo, seja resistindo ou retornando a ele.
Complexidade e estabilidade por vezes são inversamente proporcionais: teias mais complexas tendem a ser mais ricas e, consequentemente, frágeis. São observadas em locais de estabilidade de recursos e ambiental. Já teias mais robustas e simples tendem a permanecer estáveis mesmo em locais com flutuações de recursos e ambientais.

### Espécies-chave
Espécie-chave é definida como uma espécie que acarreta mudanças, no ambiente, desproporcionais à sua abundância e biomassa. Em outras palavras, “uma espécie-chave é aquela que sua população se torna imprescindível para a manutenção da biodiversidade e organização de uma comunidade”. Trata-se de uma classificação que requer estudos empíricos que comprovem o status de espécie-chave e que têm sido utilizada de maneira errônea pela população geral.
Muito frequentemente, espécies que se enquadram nesta categoria também são consideradas bandeira (espécie que se tornou símbolo e elemento principal de uma campanha inteira de conservação); guarda-chuva (espécies com tamanha exigência de recursos e área de extensão que a sua proteção automaticamente leva à proteção de muitas outras espécies e/ou indicadoras (espécie em que a presença, ausência ou abundância reflete uma condição ambiental específica).
Exemplos de espécies-chave no Brasil são: a onça pintada; a araucária; o palmito etc.

### Efeitos diretos e indiretos
Os efeitos desencadeados pela ação de uma espécie de um nível trófico em outra de outro nível podem ser diretos e lineares, em que a remoção de um consumidor causa o aumento do recurso, ou indiretos, em que o efeito se propaga para outras relações alimentares não diretamente conectadas com o par consumidor-recurso original. Em outras palavras, efeito indireto é definido pela mudança na abundância de uma espécie em decorrência de outra espécie que não interage diretamente com ela.

##### Cascata trófica
Dentre os efeitos indiretos mais notáveis, temos a cascata trófica: onde a mudança causada por uma espécie em uma teia trófica que tem efeitos alternados nos diferentes níveis tróficos. As cascatas tróficas podem ser de dois tipos: top-down (de cima para baixo): quando, por exemplo, a remoção de um predador aumenta a quantidade de sua presa herbívora que, por consequência, diminui a quantidade da planta ingerida; e bottom-up (de baixo para cima): a falta de disponibilidade de recursos no solo diminui a quantidade de indivíduo de determinada planta que acaba por reduzir a quantidade de herbívoros que a pastejam que, por sua vez, diminuem a quantidade de predadores que se alimentam dos herbívoros.

### Bioacumulação e biomagnificação
Bioacumulação é o termo usado para descrever o processo pelo qual organismos absorvem compostos químicos presentes no ambiente por assimilação de maneira direta, como por exemplo através do contato com o solo ou água contaminada. Mas a absorção também pode ocorrer de maneira indireta, através da ingestão de alimentos que contenham essas substâncias. No entanto, a bioacumulação frequentemente ocorre de maneira direta e indireta, simultaneamente, especialmente em ambientes aquáticos.
A biomagnificação, também chamada de magnificação trófica, é um fenômeno que ocorre quando a presença e acúmulo de substâncias contaminantes é passado progressivamente para cada nível da trófico ao longo da teia alimentar. Sendo assim, o esperado é que predadores de topo contenham maiores concentrações de contaminantes em relação às suas presas e a outros organismos de níveis tróficos inferiores, respectivamente.
Outro termo importante é a bioconcentração, que ocorre quando determinado organismo apresenta maior concentração de substâncias contaminantes do que a concentração da mesma substância presente no ambiente em que vive. Esses três termos são comumente confundidos, porém apresentam diferenças significativas. A bioconcentração e bioacumulação são referentes ao organismo, ou um indivíduo em questão, enquanto que a biomagnificação é um fenômeno que ocorre entre os diferente níveis da teia alimentar. No entanto, podemos entender a bioacumulação como sendo o efeito da soma dos processos de bioconcentração e biomagnificação.